# Internationale luchthaven Nanning Wuxu
De internationale luchthaven Nanning Wuxu (Chinees: 南宁吴圩国际机场, Hanyu pinyin: Nánníng Wúxū Guójì Jīchǎng, Engels: Nanning Wuxu International Airport) is een luchthaven op 32 kilometer ten zuidwesten van Nanning, China. De luchthaven bedient Nanning en de rest van de autonome regio Guangxi.
De luchthaven opende in 1962 op het terrein van het vroegere Nanning Airfield waar tijdens de Tweede Wereldoorlog de 14e luchtmacht van de United States Army Air Forces was gestationeerd. De kaap van de 1.000.000 passagiers per jaar werd bereikt in 2002. In 2015 maakten 10.393.728 passagiers gebruik van de luchthaven. De luchthaven is een hub en/of focuslocatie voor onder meer China Southern Airlines, Shenzhen Airlines en Tianjin Airlines en is de thuisbasis van de regionale Chinese luchtvaartmaatschappij GX Airlines.